# Asesinato de Rachel Hoffman
Rachel Hoffman (Clearwater, Florida; 17 de diciembre de 1984–Tallahassee, Florida; 7 de mayo de 2008) fue una joven estadounidense, asesinada por dos traficantes de drogas⁠ —Deneilo Bradshaw, de 23 años, y Andrea Green, de 25— tras ser presionada para actuar como informante policial en una operación antidroga fallida del Departamento de Policía de Tallahassee. Su cuerpo fue recuperado dos días después cerca de Perry (Florida). Su muerte llevó a la implementación de la «Ley de Rachel», que impuso requisitos más estrictos a las agencias para los informantes encubiertos que operan en Florida.

## Antecedentes
Rachel Hoffman nació en Clearwater (Florida), y asistió a la escuela secundaria Countryside High School. En el momento de su muerte, se había graduado en la Universidad Estatal de Florida con una licenciatura y tenía previsto asistir a una escuela de cocina en Arizona.

## Operación encubierta y muerte
Hoffman estaba bajo supervisión judicial por posesión de 25 gramos (0,9 oz) de cannabis descubiertos durante una parada de tráfico el 22 de febrero de 2007. El 17 de abril de 2008, el Departamento de Policía de Tallahassee registró su apartamento y descubrió otros 151,7 gramos (5,328 oz) de cannabis y cuatro pastillas de MDMA.
Hoffman se enfrentaba a una posible pena de prisión si era acusada y condenada por delitos relacionados con las drogas descubiertas. La policía intentó persuadirla para que identificara a otros traficantes de marihuana a fin de evitar los cargos. Ella se negó. La policía la presionó entonces para que actuara como informante confidencial en una operación encubierta contra el narcotráfico a cambio de no ser acusada de nuevos delitos relacionados con las drogas. El objetivo declarado de la operación era comprar 1 500 pastillas de éxtasis, 56 gramos de cocaína y dos pistolas, lo que contravenía la política del departamento, utilizando 13 000 dólares en efectivo en una operación de compra-detección. La familia de Hoffman declaró que las tres compras eran «muy impropias» de ella.
Dos agentes de narcóticos organizaron la compra de drogas en un lugar específico y proporcionaron seguridad para la compra. Más tarde se consideró que no había suficiente personal para proteger a la informante y detener a los sospechosos.
Mientras ella estaba en la compra de drogas, con los policías vigilando, los dos sospechosos cambiaron el lugar de la reunión. Sus supervisores policiales intentaron informarle de que no siguiera a los sospechosos a donde querían ir, pero problemas técnicos le impidieron recibir las instrucciones. Más tarde la perdieron de vista cuando el micrófono que llevaba instalado falló, y ella acordó con los sospechosos cambiar los planes y abandonó el lugar de la compra con los dos sospechosos en su BMW plateado robado. Durante el trayecto, los dos sospechosos la ejecutaron en la calle sin salida Gardner Road, en las afueras de Tallahassee, en el condado de León, con la pistola que ella debía comprar.

## Investigación y sentencia
Según los documentos policiales, un testigo describió haber visto el BMW atascado en una zanja en el condado de Taylor, con un Volvo de 2005 perteneciente a Hoffman parado cerca, entre las 19 y 19:30 horas, unos 30 minutos después de que la policía perdiera el rastro de Hoffman. El testigo afirmó que el vehículo se marchó cuando se detuvo para ayudar al conductor a sacar el coche de la cuneta, pero que regresó más tarde, cuando el testigo se marchaba. Afirmó que empezó a sospechar y decidió marcharse cuando el conductor del Volvo abrió el maletero y dejó al descubierto una manta de camuflaje y pilas ordenadas de ropa femenina.
Deneilo R. Bradshaw, de 23 años, y Andrea Jabbar Green, de 25, que habían sido despedidos de sus trabajos en una tienda de tintado de lunas y detallado de coches pocos días antes del incidente, fueron acusados de robo a mano armada en relación con los acontecimientos que condujeron a la muerte de Hoffman.
El Departamento de Policía de Tallahassee admitió que Hoffman no tenía formación para trabajar de incógnito, que no conocía a los dos hombres objeto de la operación encubierta y que no tenía experiencia con la cocaína ni con las armas de fuego y muy poca con la MDMA. Los agentes que participaron en la operación fueron suspendidos con sueldo, y la familia presentó una demanda por homicidio culposo contra la ciudad.
Los dos vendedores fueron acusados por un gran jurado de asesinato en primer grado. Los detalles del asesinato no se hicieron públicos en ese momento.
La historia de Hoffman acaparó muchos titulares, incluida una página en el sitio web del Tallahassee Democrat dedicada a la información sobre su muerte. 20/20 cubrió la noticia el 25 de julio de 2008 y Dateline NBC lo hizo el 16 de enero de 2009.
El 17 de diciembre de 2009, que habría sido el vigésimo quinto cumpleaños de Hoffman, Bradshaw, uno de los sospechosos del asesinato, fue declarado culpable de asesinato en primer grado con robo y condenado a cadena perpetua sin posibilidad de libertad condicional más 30 años (concurrente). El 11 de noviembre de 2010, Green se declaró inocente de asesinato en segundo grado y robo con arma de fuego y fue condenado a cadena perpetua sin posibilidad de libertad condicional.

## Rachel's Law
El 7 de mayo de 2009, el Senado de Florida aprobó una ley, la denominada Rachel's Law (o «Ley de Rachel») que entró en vigor el 1 de julio de 2009 y establecía una serie de requisitos para los organismos encargados de hacer cumplir la ley en Florida en relación con el uso de informantes policiales. Aunque dicha ley se convirtió en una política estatal para todos los departamentos de policía, al menos un departamento de una ciudad importante comenzó a tomar medidas para impartir formación sobre las nuevas políticas al menos tres meses antes de lo requerido.
La «Ley de Rachel» exige a los organismos encargados de hacer cumplir la ley que impartan formación especial a los agentes que reclutan informantes confidenciales, que instruyan a los informantes sobre la imposibilidad de obtener una reducción de la pena a cambio de su trabajo y que permitan a los informantes solicitar un abogado si lo desean.